# Hayesiana triopus
Hayesiana triopus is een vlinder uit de familie van de pijlstaarten (Sphingidae). De wetenschappelijke naam van de soort werd in 1847 gepubliceerd door John Obadiah Westwood.